# 樹徳中学校・高等学校
樹徳中学校・高等学校（じゅとくちゅうがっこう・こうとうがっこう）は、群馬県桐生市錦町に所在する私立中学校・高等学校。

## 概要
桐生市の中心地に位置する。仏教精神を取り入れた教育を行う浄土宗関係学校である。

## 設置学科
- 普通科
  - スーパーサイエンスコース(SS)
  - 特別大学進学コース(K)
  - 大学進学コース(S)
  - 普通コース(J)
    - 普通コースは、2年次より理系・文系の各コースから選択。
- 中高一貫高等部

## 沿革

### 経緯
学校法人明照学園樹徳高等学校は、1914年（大正3年）群馬県桐生市本町六丁目、浄土宗田中山浄運寺の住職野口周善により創立された裁縫伝習所を母体として、同年10月に樹徳裁縫女学校と正式に認可を得て開校。その後高等女学校となるが、第二次世界大戦後の学制改革を経て男子部を併設。2001年（平成13年）には一旦閉校していた中学校を再開した。
1979年（昭和54年）に力誉健策校長顕彰記念樹徳高等学校技能優秀者表彰規定を制定、1982年（昭和57年）に浄運寺28世住職樹徳高等学校創立者野口周善先生顕彰奨学生制度規定を制定しており、1981年（昭和56年）より優待生制度を実施している。硬式野球部は1991年（平成3年）と1992年（平成4年）の全国高等学校野球選手権大会2年連続出場、2000年（平成12年）には相撲部が群馬県総合体育大会20回優勝による「特別優秀学校」を受賞、卓球部が群馬県総合体育大会10年連続優勝による「優秀学校」を受賞した。

### 年表
- 1914年（大正3年） - 裁縫女学校として創立。
- 1927年（昭和2年） - 現在地に移転。
- 1941年（昭和16年） - 財団法人樹徳高等裁縫女学校と改組。
- 1946年（昭和21年） - 樹徳高等女学校に改称。女子部校歌制定。
- 1950年（昭和25年） - 樹徳高等学校・同中学校に改称。第2代校長 野口健策就任。
- 1951年（昭和26年） - 学校法人明照学園樹徳高等学校に改称。附属幼稚園を併設。同窓会発足。
- 1957年（昭和32年） - 中学校を廃止。
- 1960年（昭和35年） - 男子部を設置。男子部普通科、男子部商業科を設置。男子部校歌制定。
- 1962年（昭和37年） - 女子部商業科設置。
- 1964年（昭和39年） - 相生総合グラウンド設置。
- 1967年（昭和42年） - 梅田町に大滝山荘を設置。
- 1968年（昭和43年） - 合宿室を設置。
- 1972年（昭和47年） - 女子部普通科設置。硬式野球部後援会発足。
- 1973年（昭和48年） - 男子部情報処理科新設。広沢に野球場新設。
- 1974年（昭和49年） - 第一回月影杯争奪中学生柔道・卓球大会（招待試合）開催。
- 1976年（昭和51年） - 天神寮設置。
- 1978年（昭和53年） - 天神寮を移転し相生寮設置。
- 1979年（昭和54年） - 力誉健策校長顕彰記念樹徳高等学校技能優秀者表彰規定制定。第3代校長 星野幸一就任。
- 1980年（昭和55年） - 樹の根の会発足。
- 1981年（昭和56年） - 優待生制度制定。相生寮が愛宕寮となる。幼稚園広沢へ移転。
- 1982年（昭和57年） - 力誉健策記念館新築。
- 1982年（昭和57年） - 浄運寺28世住職樹徳高等学校創立者野口周善顕彰奨学生制度規定制定。
- 1983年（昭和58年） - 文化祭（樹徳バザー）が月影祭と名称変更。
- 1984年（昭和59年） - 第1回緑陰祭開催。
- 1986年（昭和61年） - 正道館新築、川内ベジタブルセンター設置、樹輪会発足。
- 1988年（昭和63年） - セミナーセンター設置、愛宕寮を廃止。
- 1989年（平成元年） - 渡良瀬川河川敷グラウンド設置、女子情報処理コース新設。
- 1990年（平成2年） - セミナーセンター完成。女子情報処理科設置。相撲部県総体6年連続10回目の優勝。
- 1991年（平成3年） - 硬式野球部全国高等学校野球選手権大会出場。
- 1992年（平成4年） - 女子部制服変更、硬式野球部全国高等学校野球選手権大会2年連続出場。
- 1994年（平成6年） - 芸術作品鑑賞室「美」完成。セミナーセンター茶室完成。創立80周年。
- 1995年（平成7年） - ベジタブルセンタ−相生へ移転。
- 1996年（平成8年） - 男子部情報商業科、女子部情報商業科を新設。
- 1998年（平成10年） - 男子部商業科、男子部情報処理科、女子部商業科、男子部情報処理科廃止。
- 2001年（平成13年） - 樹徳中学校を開設　中高一貫教育を開始。
- 2002年（平成14年） - 女子部家庭科・男子部情報商業科、女子部情報商業科の募集を終了し、2年次からのコース選択制に移行。
- 2003年（平成15年） - 中高一貫高等部校舎建築。
- 2005年（平成17年） - 家庭科・情報商業科廃止。
- 2006年（平成18年） - 最難関大学進学コース（SKコース）設置。
- 2009年（平成21年） - 最難関大学進学コースを最難関大学進学理系コース（SSコース）と改名。
- 2013年（平成25年） - 第4代校長 野口秀樹（しゅうじゅ）就任。
- 2014年（平成26年） - 新校舎「立志館」竣工
- 2015年（平成27年） - 新校舎「明照体育館」竣工
- 2017年（平成29年） - 本年度入学生より共学化。
- 2022年（令和4年） - 総合コース（Jコース）を普通コース（Jコース）と改名。硬式野球部全国高等学校野球選手権大会30年ぶり3回目の出場。

## 学校行事

### 中学校
| - 4月 - 始業式 - 入学式 - 花まつり - 新入生歓迎会 - 創立記念日（25日） - 5月 - 1年生山荘合宿 - 新体力テスト - 1学期中間試験 - 緑蔭祭 - 6月 - 衣更え - 親子茶道教室 - 日本語弁論大会 - 保護者による生き方教室 - 7月 - 1学期期末試験 - 視聴覚教室 - 校内球技大会 - 英語弁論大会 - 高校野球応援 - 終業式 - 夏休み - 8月 - 夏休み - 高原学校 - 全国数学選手権大会 | - 9月 - 始業式 - 10月 - 衣更え - 2学期中間試験 - 校内合唱コンクール - 11月 - 月影祭・体育祭（１年交替） - 海外語学研修 - 第一期入学試験 - 12月 - 2学期期末試験 - 校内マラソン・駅伝大会 - 終業式 - 冬休み - 1月 - 始業式 - 音楽部定期演奏会 - 第二期入学試験 - 2月 - 節分会 - 立志式 - スキー教室 - 第三期入学試験 - 3月 - 3学期末試験 - 保護者による生き方教室 - 視聴覚教室 - 終業式 - 春休み |

### 高等学校
| - 4月 - 始業式 - 入学式 - 花まつり - 市街地清掃 - 創立記念日（25日） - 1年生宿泊研修 - 5月 - 県総体 - 授業参観 - 中間試験 - 緑蔭祭 - 6月 - 衣更え - 遠足 - 樹根会総会 - 7月 - 期末試験 - 校内球技大会 - 成績会議 - 終業式 - 1年生宿泊研修 - 8月 - 盂蘭盆会 - 中学生一日体験入学 - 家庭訪問 - 職員研修旅行 - 9月 - 始業式 - 中学生一日体験入学 - 夏休み作品展 - 10月 - 衣更え - 3年生普通自動車免許取得解禁 - 中間試験 - 市街地清掃 - 体育祭（隔年） - 卒業記念アルバム用写真撮影 | - 11月 - 月影祭（隔年） - 月影杯争奪中学生卓球・柔道・剣道大会 - 期末試験 - 学校見学会 - 修学旅行 - 文化講演会 - 防火避難初期消火訓練 - 12月 - インターアクトクラブ歳末助け合い募金 - 正道会 - 校内マラソン大会 - 成績会議 - 1月 - 悔過修正会（1日） - 始業式 - 推薦・学業特待入学試験 - 鏡開き - 法然上人忌 - 浄土宗全国書道展 - 2月 - 入学試験 - 卒業試験 - 卒業成績会議 - 予餞会 - 3月 - 卒業式 - 雛祭り - 学年末試験 - 学年末成績会議 - 終業式 - 春期補習授業 |

## 生徒会活動・部活動など

### 生徒会活動
2022年度より発足。

### 部活動
以下の部活動一覧は公式サイトより
| - 野球部（男） - 陸上競技部（男女） - 卓球部（男女） - バスケットボール部（男女） - 相撲部（男） - 柔道部（男女） - ラグビー部（男） - 少林寺拳法部（男女） - ダンス部(チアリーダー)（女） - サッカー部（男） - バドミントン部（男女） - 剣道部（男女） - 弓道部（男女） - バレーボール部（男女） - ソフトボール部（男） - ソフトテニス部（男女） | - 吹奏楽部（男女） - 理科部（男女） - 文化研究部・将棋（男女） - 写真部（男女） - コーラス部（聖歌隊）（男女） - 文化研究部・書道（男女） - インターアクトクラブ（男女） - 茶道部（男女） - 華道部（男女） - 文化研究部・家庭科（男女） - 文化研究部・美術（男女） - eスポーツ部（男女）- 旧パソコン部 - 文化研究部・文芸（男女） - 英会話部（男女） |

### FM桐生放送委員会
コミュニティFMのFM桐生に学校としてレギュラー番組を持っており、生徒有志が放送を担当している。

## 制服と昼食方法
男子の制服
一般的な金ボタン5個の学ラン（標準型学生服）、2017年度入学生からボタン1個の学ランに改定。
女子の制服
紺のセーラー服、2014年度入学生から白のセーラー服に改定。
昼食方法
昼食は教室内で持参の弁当だが、校内にコンビニがある。

## 学校施設（校舎）
校舎は、本校（桐生市錦町）に立志館、正道館、力誉記念館及び明照体育館の4棟。一貫校（桐生市稲荷町）に中学棟と高校棟、共生図書館の3棟。両校地合わせて7棟からなる。
立志館
2014年竣工の新校舎。1階には保健室、2階及び3階は教室、4階には音楽室がある。主に普通コースの校舎である。また、明照体育館への連絡通路があり、菩提樹が植えられている。
力誉記念館
通称記念館。主に進学クラスの校舎である。教室のほか、1階には電算室（コンピュータールーム）、2階には校長室、職員室、事務室。3階には会議室。4階は講堂兼体育館の配置となっている。なお、来賓者は直接2階事務へ向かう。
正道館
最も高い8階建て校舎で各階には八正道が記されている。2階から5階は教室。6階は練成室（主として剣道場として使用）。7階は柔道場。8階は図書館と美の部屋と呼ばれる美術品が展示してある部屋がある。樹徳中学校・高等学校とゆかりのある相田みつをの書も所蔵。
明照体育館
2015年竣工の新校舎。多目的ホール（卓球場・少林寺拳法道場）、相撲場、勢至ホール、体育館・外周トラック、トレーニングルームを備えている。
一貫校
中学校が使用する中学棟と、中高一貫高等部の高校棟からなり、本校舎（立志館、記念館、正道館及び明照体育館）とは離れた校地に建てられている。2018年には共生図書館が完成した。

## 交通
- JR両毛線桐生駅より徒歩5分
- わたらせ渓谷鐵道わたらせ渓谷線桐生駅より徒歩5分
- 上毛電気鉄道上毛線西桐生駅より徒歩7分
- 東武鉄道桐生線新桐生駅より自転車10分

## 学校周辺
- 新川公園
- コロンバス通り
- 新川橋通り
- 浄運寺
- 雷電神社
- 日本基督教団桐生教会
- 国道50号
- 群馬県道68号桐生伊勢崎線

## 特色
- 一貫高等部は中学生向けの進学実績等では本校生徒と同項に扱われるが、学業面に関して一貫高等部と本校は関わりを持たない。また、本校と、中学校・一貫高等部の制服のデザインは異なっている。
- 一ヶ月に一回、月曜日一時限目に行われる朝礼（2023年度より朝礼後、一時限目授業・四十分短縮授業に変更）は、各クラスの代表者と先生が献香を行った後に校長が講話を行う。

## 著名な出身者

### 野球
- 清水麻成 - プロ野球育成選手、2024年卒業
- 戸部浩 - プロ野球選手、1993年卒業
- 菊地和正 - プロ野球選手、2001年卒業
- 長川真也 - プロ野球審判員

### ラグビー
- 山本紘史 - ラグビー選手、2005年卒業
- 谷田部洸太郎 - ラグビー選手、2005年卒業
- 戸室達貴 - ラグビー選手、2013年卒業

### プロレス
- グラン浜田 - プロレスラー、1968年卒業
- 吉江豊 - プロレスラー、1993年卒業

### その他のスポーツ
- 中嶋常幸 - プロゴルファー、1975年中途退学
- 岡田慎吾 - プロバスケットボール選手、2002年卒業
- 勝見壮史 - サッカー選手

### その他の出身者
- 中村俊介 - 俳優、1993年卒業
- 岐部昌幸 - 放送作家・構成作家、1996年卒業
- 井野優 - 声優

## 系列校・系列施設
学校法人明照学園
- 樹徳幼稚園[2]